# Cryptolabis (Cryptolabis) tropicalis
Cryptolabis (Cryptolabis) tropicalis is een tweevleugelige uit de familie steltmuggen (Limoniidae). De soort komt voor in het Neotropisch gebied.